# Kakamega Forest National Reserve

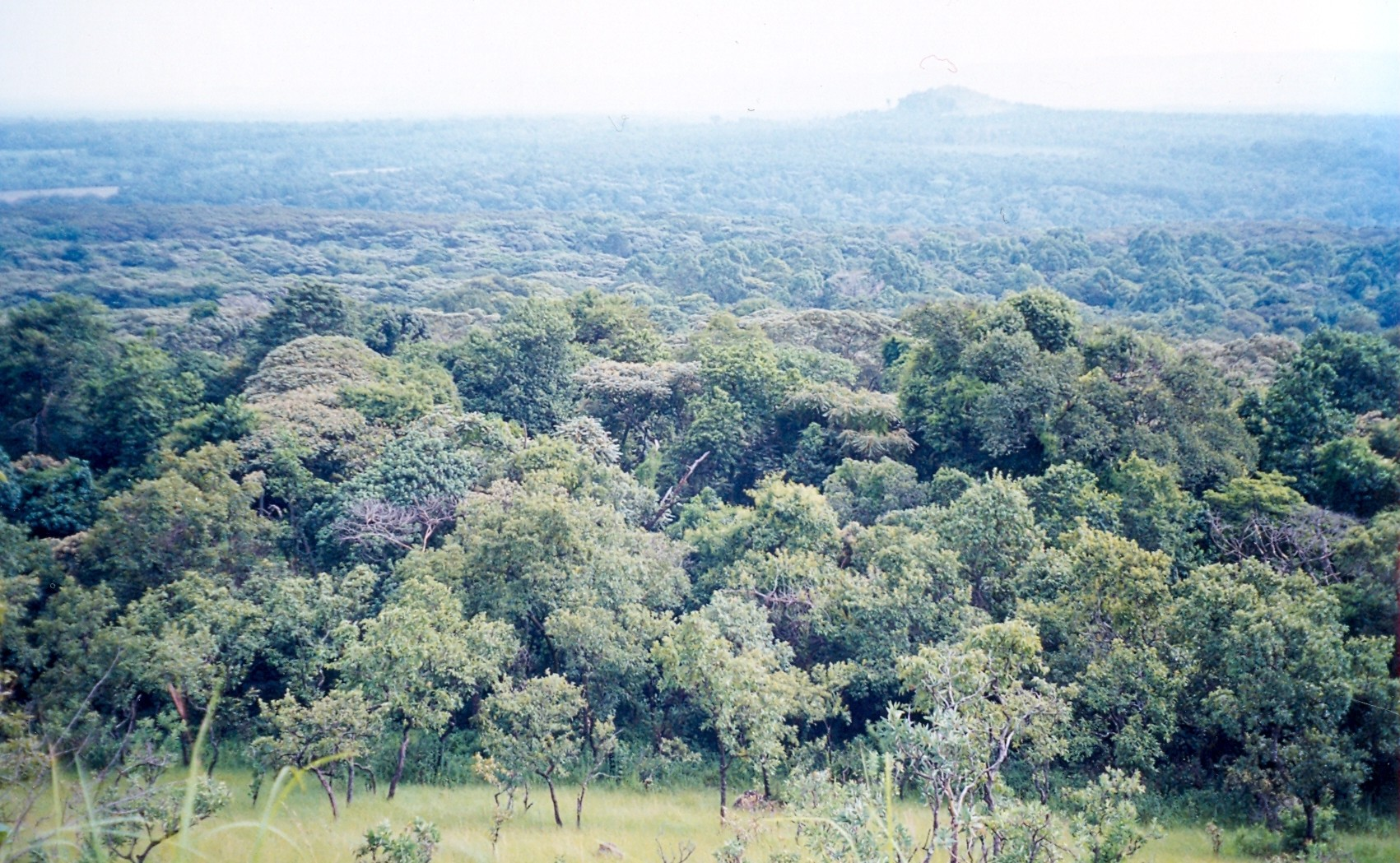
Kakamega-Regenwald

Der Kakamega-Regenwald (englisch: Kakamega Forest National Reserve) ist ein Regenwald im Westen Kenias, um den Ort Kakamega. Er ist der östlichste Zipfel des äquatorialen Regenwaldes und der einzige tropische (Tiefland-)Regenwald in Kenia.
Um 1900 war der Wald noch 240.000 ha groß, davon sind heute nur noch 23.000 ha, also weniger als ein Zehntel, übrig. Ursachen sind menschliche Aktivitäten wie Gewinnung von Feuerholz und Weideflächen, Kultivierung des Bodens, radikale Abholzung oder die exzessive Sammlung von Medizinalpflanzen. 1985 wurden etwa 4400 ha im nördlichen Teil des Waldes als Naturschutzgebiet ausgewiesen.
Der Regenwald beherbergt eine einzigartige Vielfalt von seltenen Pflanzen, Säugetieren, Vögeln, Insekten, Reptilien und Amphibien. Normalerweise hat der Wald ein zu 90 % geschlossenes Sonnendach, aber dieses Sonnenschutzdach ist mittlerweile zur Hälfte verschwunden, wodurch der natürliche Lebensraum vieler Arten bedroht ist und einige bereits verschwunden sind.

## Schutzmaßnahmen
Im Kakamega-Regenwald laufen heute verschiedene Aktivitäten zur Rettung des Waldes, etwa das KEEP (Kakamega Environmental Education Program), das einen sanften Tourismus befördert oder Schulkinder informiert, oder die sanfte Nutzung von Heilpflanzen durch Anleitung der Bevölkerung durch das International Centre of Insect Physiology and Ecology (ICIPE) in Nairobi.